# Château de Sallebrune
Le château de Sallebrune ou Salbrune est un édifice situé à Beaune-d'Allier, en France.

## Localisation
Le château est situé sur la commune de  Beaune-d'Allier, à une altitude de 520 m, dans le département de l'Allier, en région Auvergne-Rhône-Alpes.

## Description
Le château est constitué d'un logis principal de style Louis XIII de cinq travées, à deux niveaux plus un niveau de combles, sous une toiture de tuiles en pavillon. Le donjon du château antérieur est accolé à ce logis sur le côté droit de la façade par le biais d'une petite construction intermédiaire.

## Historique
Le premier château en pierre est construit sans doute à partir du XIIIe siècle, à environ 200 m d'une motte artificielle entourée d'un fossé – encore bien visible – sur laquelle avait dû être bâti quelques siècles plus tôt un château en bois. Nicolas de Nicolay le mentionne dans sa Description générale du Bourbonnais en 1569. Il est situé en un lieu stratégique, à la frontière de l'Auvergne et du Bourbonnais. De ce château reste le donjon de forme ronde. Ce château appartient à une branche de la famille de Beaucaire, puis à la famille de Bressolles.
En 1688, il est racheté par un marchand de Montaigut-en-Combraille qui avait fait fortune : Jean Desbouis. Il fait remplacer le château fort par une résidence dans le style Louis XIII. La famille prend le nom de Desbouis de Sallebrune et ses membres occupent des offices importants : vice-sénéchal de Bourbonnais, président trésorier général de France au bureau des finances de la généralité de Moulins. Son petit-fils, Jean Baptiste Desbouis de Sallebrune (1707-1782) est lieutenant particulier en la sénéchaussée de Bourbonnais et siège présidial de Moulins et deux fois maire de Moulins (1739-1743, 1749-1750).
Le château est laissé à l'abandon au XXe siècle et se dégrade gravement. En 1979, il est racheté par une famille qui se consacre à sa restauration progressive.
L'édifice est inscrit au titre des monuments historiques en 1992.